# Дочь генерала (телесериал)
«Дочь генерала» (англ. The General’s Daughter) — филиппинский драматический экшн-телесериал 2019 года с Ангелой Локсин в главной роли. Сериал транслировался с 21 января по 4 октября 2019 года в вечернем блоке ABS-CBN Primetime Bida и по всему миру на The Filipino Channel, заменив сериал «Ngayon at Kailanman», и был заменён сериалом «Starla».

## Сюжет
2-й лейтенант Риан Бонифачо — военная медсестра вооружённых сил Филиппин, занимающаяся спасением жизней. Однако под её доброжелательным внешним видом скрывается секрет — она шпион, обученный своим собственным отцом, «Генералом» Сантьяго Герреро, чтобы отомстить его заклятому врагу, Марсиалю де Леону, командующим Северным командованием.
Однако Риан она живёт ложью — отец, которого она знала и любила всю свою жизнь, был врагом всё и научил её использовать в качестве оружия против её настоящего отца. Получив воспитание верить в благородство дела Тьяго, Риан попадёт под перекрёстный огонь между Тьяго и вооружёнными силами Филиппин. Риан будет бороться между любовью к своей ложной семье и своей совестью.

## В ролях

### Главная роль
- Ангела Локсин[1][2] — 1-й лейтенант Риан Бонифачо, Пенсильвания / Арабелла де Леон / Диана Герреро[a]

### Второстепенные роли
- Тирсо Крус III[3] — генерал-лейтенант Сантьяго «Генераль Тьяго» Герреро-старший, ВСФ
- Альберт Мартинес[4] — бригадный генерал Марсиаль де Леон, ВСФ
- Дженис де Белен[1][5] — Амелия Монтемайор-Герреро
- Эула Вальдес[1][6] — Корасон де Леон
- Пауло Авелино[7] — Франко «Дос» Сегисмундо
- Арджо Атайде[8] — Элайджи «Элай» Сармьенто
- Джей Си де Вера[9] — майор Итан дель Фиерро, Пенсильвания
- Рыза Сенон[1][10] — 2-й лейтенант Джессика «Джесси» де Леон-дель Фиерро, Пенсильвания
- Марисель Сориано[1] — Изабель «Нананг Садель» Сармьенто
- Лоиза Андалио[11][12] — Клэр дель Фьерро
- Ронни Алонте[11][12] — Иван Каньега
- Арт Акунья — Армандо Сегисмундо
- Арчи Адамос — генерал Лоренцо Буэнкамино, ВСФ
- Чоло Барретто — 1-й лейтенант Хоселито «Хопет» Рамирес, Пенсильвания
- Ким Молина — 2-й лейтенант Мария Лилибет «Билле» Абаркес, Пенсильвания
- Тесс Антонио — Кора Апостол
- Мэй Байот — Феделина Катакутан
- Эми Ноблеза — Лиа «Экан» Апостол
- Энн Фео — Хелен дель Фьерро
- Марк Сантьяго — Сантино «Санти» М. Герреро
- Эйвери Баласбас — Араделла «Ара» Де Леон
- Нико Антонио — Эндрю «Андуй» Апостол
- Кейт Алехандрино — лейтенант Аделина Манлангит, Пенсильвания
- Рафаэль «Пенг» Судян — Папи
- Джим Бергадо — Барога
- Лилигем Юлорес — Хоселин
- Джон Стивен де Гусман — Том-Том
- Луз Вальдес — Глория
- Патрик Кирос — Амир

### Гостевые роли
- Эшли Сармьенто — юная Риан
- Франсин Диас — подростк Риан
- Бернард Паланка — юный Тиаго
- Джозеф Битангкол — юный Марсиа
- Мег Империал — юный Корасон
- Роксана Гину — юная Амелия
- Рино Марко — юный Армандо
- Брэндон Эксл — юный Франко
- Луиза Абюэль — подросток Франко
- Рубен Мария Сорикес — Дэвид Паскаль
- Менгги Кобаррубиас — мэр Мануэль Ста. Мария
- Лео Риальп — Оскар Вильявисенсио
- Ролли Иносенсио — Манг Юджин
- Джомари Анджелес — Калой
- Дидо де ла Пас — Джордж Катакутан
- Кико Матос — Сальвадор «Бадди» Банзон
- Джованни Балдиссери — Роман
- Дион Монсанто — Вера «Мис Яд» Сангре
- Йонг Куэнко — Бернардо «Мистер Магуль» Туазон
- Нони Буэнкамино — генерал Грегорио «Грег» Максимильяно
- Джером Понсе — юный Грег
- Дженис Хунг — капитан Александра «Куатро» Ноблехас, Пенсильвания
- Тарт Карлос — Бекбек
- Аполлон Абрахам — адвокат Тиаго
- Чес делла Крус-Гевара — Эльвира Рикафорте
- Уилмар Пеньяфлорида — приспешник Тьяго
- Клэр Руис — Тинтин
- Чай Фонасье — Ирен
- Патрик Суги — Банджо
- Лу Велозо — Люби
- Дарвин «Hap Rice» Толентино — Томас
- Марк «Большой Мак» Андая — Джек
- Мерседес Кабрал — сенатор Габриэла «Синко» Ста. Ана
- Виктор Силаян — Зандро «Трес» Абелланосы / Уилсон Монтино
- Хави Бенитес — Владимир Леяно
- Эмилио Гарсия — мэр Данте Веларио
- Рошель Баррамеда — Ирма Веларио
- Лара Морена — Адельфа Димаранан

## Производство

### Подбор актёров
Первоначальный актёрский состав, в который вошли Ангела Локсин, Марисель Сориано, Дженис де Белен, Эула Вальдес и Рыза Сенон, которые перешли из GMA Network, был объявлен 12 апреля 2018 года руководителем Dreamscape Entertainment Део Эндриналом через Instagram. Сериал был официально представлен в ноябре 2018 года во время торгового мероприятия ABS-CBN Family is Love.
Разработка была примерно в 2014 или 2015 году и претерпела многочисленные изменения, прежде чем сериал вышел в 2019 году. Самое большое изменение заключалось в том, что персонаж Риан Бонифачо должен был быть членом военно-морских котиков, что отличалось от члена Корпуса армейских медсестёр, которым персонаж в конечном итоге стал.
Ангела Локсин была первым и единственным выбором на роль Риан Бонифачо. По словам творческого руководителя Dreamscape Ронделя Линдаяга, только у Локсин была тоска, чтобы идеально изобразить персонажа. Однако Локсин не смогла принять роль в начале её разработки, потому что она была привязана к роли в «Дарне», которую должен был снять Эрик Матти. Локсин в конечном итоге была вынуждена уйти с этой роли после выпуклости диска на спине. После этого Локсин не снялась в другом сериале, чтобы реабилитировать спину, а также пережила расставание с бывшим бойфрендом Луисом Мансано; единственным исключением этого была второстепенная роль в «La Luna Sangre» который был продолжением сериалов «Лобо» и «Бессмертная».
Роль Марсиала де Леона первоначально была предложена Сезару Монтано, который отказался от этой роли, так как в то время он был операционным директором Совета по развитию туризма, прикреплённого агентства Министерства туризма. Затем с этой ролью обратились к Ричарду Гомесу, но он также отклонил предложение, чтобы подготовиться к своей заявке на переизбрание на пост мэра Ормока. Роль в конечном итоге будет досталась Альберту Мартинесу, который в то время был частью сериала «Kadenang Ginto», позже он появился одновременно в сериалах.
Сериал был объявлен «самым большим телесериалом 2019 года» с точки зрения актёрского состава, монтажа драмы, монтажа боевика и взаимодействия между компонентами истории.

## Трансляция
Премьера состоялась 21 января 2019 года, одновременно по всему миру на iWant TFC и YouTube. Сериал транслировался в вечернем блоке ABS-CBN Primetime Bida и по всему миру через TFC.
До завершения шоу его подхватил базирующаяся в Мьянме Sky Net, которая транслирует то же самое над Мьянмой.

### Повторы
Повторы шли с 15 июня 2020 года по 15 января 2021 года на Kapamilya Channel, заменяя первоначально запланированный временной интервал «Ang sa Iyo ay Akin». В конечном итоге он был заменён повтором «Asintado» в указанном временном интервале.

## Реакция
В течение почти 9-месячного показа сериал занял второе место, уступая лишь сериалу «Ang Probinsyano», Пилотная серия имела рейтинг 34%, он был впечатляющим, учитывая, что серия транслировалась также и на онлайн-платформах. Вторая серия имела более высокий рейтинг — 35,1%. Сериал достиг своего пика 16 мая 2019 года, так как он получил рейтинг 36,7%. 6 сентября 2019 года сериал занял первое место на Kantar Media, вытеснив «Ang Probinsyano» на второе место впервые с момента его дебюта в 2015 году; в этой трансляции сериал набрал 32,8% против 32,4% от «Ang Probinsyano». Финальная серия получила рейтинг 35,9%.

### Accolades
| Год       | Получатель | Награждатель                                                           | Премия                                                                    | Результат |
| --------- | --- | ---------------------------------------------------------------------- | ------------------------------------------------------------------------- | --------- |
| 2019-2020 | Ангела Локсин | Gawad Filipino Awards                                                  | Natatanging Filipina sa Larangan ng Pag- Arte                             | Победа    |
| 2019-2020 | Ангела Локсин | Mindanao State University Kabantugan Awards                            | Самая любимая телевизионная актриса                                       | Победа    |
| 2019-2020 | Ангела Локсин | Young Educators' Convergence of Soccsksargen Inc, (YECS) Aral Parangal | Лучшая телевизионная актриса                                              | Победа    |
| 2019-2020 | Ангела Локсин | Alta Media Icon Awards                                                 | Самая влиятельная женская телеведующая личность                           | Победа    |
| 2019-2020 | Ангела Локсин | 9th EdukCircle                                                         | Лучшая женская роль в телевизионном сериале                               | Победа    |
| 2019-2020 | Ангела Локсин | 33rd PMPC Star Awards for Television                                   | Лучшая драматическая актриса                                              | Победа    |
| 2019-2020 | Ангела Локсин | Lion HearTV's Rawr Awards 2019                                         | Актриса года в этом году                                                  | Победа    |
| 2019-2020 | Ангела Локсин | Lion HearTV's Rawr Awards 2019                                         | Любимая Бида                                                              | Победа    |
| 2019-2020 | Ангела Локсин | Gawad Lasallianeta                                                     | Самая выдающаяся женская драматическая актриса на телевидении             | Победа    |
| 2019-2020 | Ангела Локсин | 4th GEMS Hiyas ng Sining Award                                         | Высшие награды для телевидения (актриса)                                  | Победа    |
| 2019-2020 | Ангела Локсин | 1st VP Choice                                                          | Телевизионная актриса года                                                | Победа    |
| 2019-2020 | Ангела Локсин | Box Office Entertainment Awards                                        | Телевизионная актриса года                                                | Победа    |
| 2019-2020 | Англеа Локсин Марисель Сориано Тирсо Круз III Альберт Мартинес Дженис де Белен Эула Вальдес Пауло Авелино Джей Си де Вера Рыза Сенон | Box Office Entertainment Awards                                        | Лучший актёрский ансамбль в драматическом сериале                         | Победа    |
| 2019-2020 | Тирсо Круз III | Asian Academy Creative Awards                                          | Лучшая мужская роль второго плана (региональная)                          | Победа    |
| 2019-2020 | Тирсо Круз III | Asian Academy Creative Awards                                          | Лучшая мужская роль второго плана (в целом)                               | Номинация |
| 2019-2020 | Тирсо Круз III | 51st Box Office Entertainment Awards                                   | Лучшая телевизионная мужская роль второго плана                           | Победа    |
| 2019-2020 | Альберт Мартинес | 9th EdukCircle                                                         | Лучшая мужская роль второго плана                                         | Победа    |
| 2019-2020 | Эула Вальдес | 9th EdukCircle                                                         | Лучшая актриса второго плана                                              | Победа    |
| 2019-2020 | Дженис де Белен | PMPC Star Awards for Television                                        | Лучшая драматическая актриса второго плана                                | Победа    |
| 2019-2020 | Арджо Атайде | PMPC Star Awards for Television                                        | Лучшая драматический актёр второго плана                                  | Победа    |
| 2019-2020 | Рыза Сенон | 9th OFW Gawad Parangal                                                 | Лучшая актриса второго плана                                              | Победа    |
| 2019-2020 | Пауло Авелино | Laguna Excellence Awards                                               |                                                                           | Победа    |
| 2019-2020 | Дочь генерала | Young Educators' Convergence of Soccsksargen Inc, (YECS) Aral Parangal | Лучший сериал в прайм-тайм                                                | Победа    |
| 2019-2020 | Дочь генерала | Parangal Paulinian 2019                                                | Natatanging Dramang Pantelebisyon                                         | Победа    |
| 2019-2020 | Дочь генерала |                                                                        | Лучшая филиппинская телевизионная драма в Twitter (апрель - июль 2019 г.) | Победа    |
| 2019-2020 | Дочь генерала | EVSU - OCC Student's Choice Mass Media Awards                          | Лучший журнальный телесериал                                              | Победа    |
| 2019-2020 | Дочь генерала | PMPC Star Awards for Television                                        | Лучший сериал в прайм-тайм                                                | Победа    |
| 2019-2020 | Дочь генерала | Asian Academy Creative Awards                                          | Лучшая теленовелла или мыльная опера (региональная)                       | Победа    |
| 2019-2020 | Дочь генерала | Asian Academy Creative Awards                                          | Лучшая теленовелла или мыльная опера (в целом)                            | Номинация |
| 2019-2020 | Дочь генерала | Lion HearTV's Rawr Awards 2019                                         | Bet na Bet na Teleserye                                                   | Победа    |
| 2019-2020 | Дочь генерала | The Platinum Stallion Media Awards 2019                                | Лучшее прайм-тайм-шоу                                                     | Победа    |
| 2019-2020 | Дочь генерала | 4th GEMS Hiyas ng Sining                                               | Лучший телесериал                                                         | Победа    |
| 2019-2020 | Дочь генерала | Anak TV                                                                | Любимая бытовая телевизионная программа                                   | Победа    |

## Комментарии
1. ↑  Урождённая как Арабелла де Леон, ей впервые дали имя «Диана Герреро» после того, как генерал Тиаго похитил её и заставил поверить, что она — его биологическая дочь. В рамках миссии, данной ей Тиаго, чтобы проникнуть в ВСФ и убить Марсиала, она пошла под псевдонимом «Риан Бонифачо». Пока она страдала амнезией, Элай и жители Баррио Сто дали ей имя «Дьоса» Франсиско. Она также носила титул «Уно», будучи главным стажёром молодежного лагеря террористов Тьяго Герреро.